# 長山直幡
長山 直幡（ながやま なおはた）は、江戸時代中期の日本の武士、旗本。通称は百助。火付盗賊改方、佐渡奉行や小普請奉行を務めた。官位は従五位下讃岐守。

## 略歴
正徳2年（1712年）9月26日に江戸に生まれる。父は旗本・長山直張、母は岩出彦兵衛の娘。
享保9年（1724年）9月、御太刀馬代を献上。部屋住のうちに御目見を済ませた。同17年（1732年）7月5日、父・直張の跡目相続について酒井讃岐守殿より認められた。小普請組の小田切喜兵衛支配となり、朽木五郎左衛門支配のとき、元文4年（1739年）6月7日に御書院番の高力摂津守組への御番入りを松平伊豆守より命じられた。
宝暦4年（1754年）12月29日、金田近江守組の時に同組の与頭を命じられ、布衣を着することを許された。
明和2年（1765年）年11月15日、御先手御鉄炮頭、同4年（1767年）10月22日に火付盗賊改方の増加役、同5年（1768年）5月2日に定加役を命じられた。
同6年（1769年）6月13日、火付盗賊改方加役を免じられ、御褒美として時服を拝領した。
同年10月4日、佐渡奉行を命じられ、佐渡へ出立するに際して、金10枚、時服2枚、御羽織を拝領した。
安永2年（1773年）12月5日、小普請奉行を命じられ、同年同月19日、諸大夫となり讃岐守に任じられた。
同5年（1776年）3月17日、病気のため願いの通り御役御免となり、寄合を命じられた。
同6年（1777）年4月、隠居を願い出て天明4年（1784年）8月3日に病死。享年73。法名は誠徳院讃州太守顕誉浄空。